# Tiburones Rojos de Oluta
Los Tiburones Rojos de Oluta fue un equipo de béisbol que participó en la Liga Invernal Veracruzana con sede en Oluta, Veracruz, México.

## Historia
Los Tiburones Rojos de Oluta debutaron en la LIV en la Temporada 2013-2014.

### Inicios
Los Tiburones Rojos por primera vez forman parte de la LIV.

### Actualidad
Toman parte de la actual temporada de la LIV.

## Jugadores

### Roster actual
Por definir.